# Balków (gmina w województwie wrocławskim)
Balków (niem. Belkau) – dawna gmina wiejska istniejąca w latach 1945–1946 w woj. wrocławskim (dzisiejsze woj. dolnośląskie). Siedzibą władz gminy był Balków (obecnie Białków).
Gmina Balków powstała po II wojnie światowej na terenie tzw. Ziem Odzyskanych (tzw. II okręg administracyjny – Dolny Śląsk). 28 czerwca 1946 gmina – jako jednostka administracyjna powiatu żarskiego – weszła w skład nowo utworzonego woj. wrocławskiego.
Według stanu z 28 czerwca 1946 gmina liczyła 2273 mieszkańców. Gminę zniesiono krótko po tym, włączając ją wraz ze zniesionym miastem Krzystkowice do gminy Zabłocie